# Ulf Hashagen

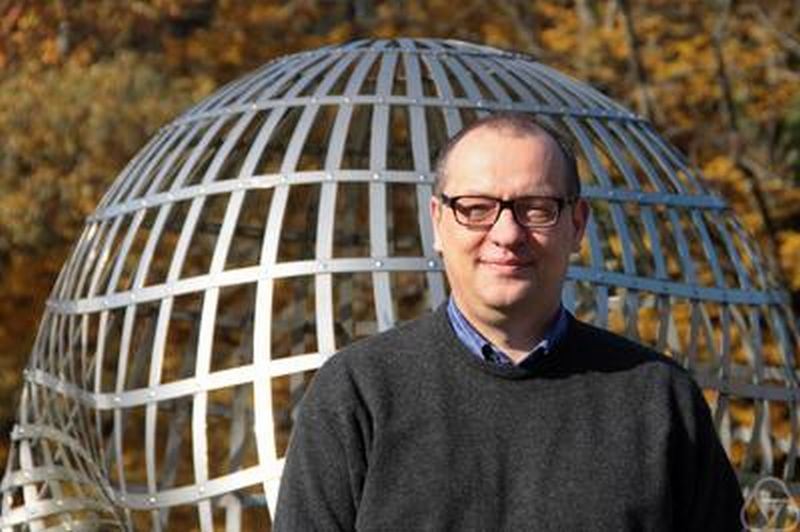
Ulf Hashagen, Oberwolfach 2015

Ulf Hashagen (* 1961) ist ein deutscher Wissenschafts- und Technikhistoriker.
Hashagen studierte Mathematik, Physik und Informatik an der Universität Marburg und der Universität Göttingen, wo er 1989 sein Mathematik-Diplom ablegte. Danach war er Mitglied des Graduiertenkollegs „Wechselbeziehungen zwischen Naturwissenschaft und Technik“ am Deutschen Museum in München und promovierte in Geschichte der Naturwissenschaften an der Universität München. Von 1993 bis 2000 war er Kurator und Leiter der Wissenschaftlichen Hauptabteilung (Rechengeräte, Computer, Mathematik) am Heinz Nixdorf Museumsforum in Paderborn und war dort mitverantwortlich für die wissenschaftliche Konzeption und den Aufbau der Dauerausstellung zur Kultur- und Technikgeschichte der Informations- und Kommunikationstechnik. Von 2001 bis 2011 war Hashagen wissenschaftlicher Mitarbeiter am Forschungsinstitut für Technik- und Wissenschaftsgeschichte am Deutschen Museum. Seit 2011 leitet er das Forschungsinstitut für Technik- und Wissenschaftsgeschichte am Deutschen Museum. Er ist außerdem Privatdozent für Wissenschafts- und Technikgeschichte an der Universität München.
Er befasst sich vor allem mit der Geschichte der Mathematik und Informatik im 19. und 20. Jahrhundert, aber auch mit der Entwicklung des deutschen Wissenschaftssystems und der Geschichte der Technischen Hochschulen. Ein weiteres Arbeitsgebiet ist die Geschichte wissenschaftlicher und technischer Artefakte.

## Schriften (Auswahl)
- Walther von Dyck (1856–1934): Mathematik, Technik und Wissenschaftsorganisation an der TH München, Stuttgart: Steiner-Verlag, 2003,
- mit Raúl Rojas (Hrsg.): The First Computers – History and Architectures, Cambridge, Mass., MIT Press, 2000
- mit Reinhard Keil-Slawik, Arthur Norberg (Hrsg.): History of Computing: Software Issues, Springer-Verlag, 2002 (International Conferenz on the history of computing, Heinz Nixdorf MuseumsForum, April 2000)
- mit Oskar Blumtritt, Helmuth Trischler (Hrsg.): Circa 1903: Wissenschaftliche und technische Artefakte in der Gründungszeit des Deutschen Museums. München: Deutsches Museum, 2003
- mit Menso Folkerts, Rudolf Seising (Hrsg.): Form, Zahl, Ordnung: Studien zur Wissenschafts- und Technikgeschichte. Ivo Schneider zum 65. Geburtstag, Stuttgart: Steiner-Verlag, 2004
- Johann Ludwig Neumann von Margitta. In: Informatik Spektrum Bd. 29, 2006, S. 133, 227